# Егоров, Сергей Николаевич
Сергей Николаевич Егоров (род. 13 апреля 1948, Курганная, Краснодарский край) — российский политический деятель, депутат Государственной думы Федерального собрания РФ пятого созыва (2007—2011). Проректор Пензенского государственного университета.

## Биография
В 1972 году окончил Новосибирское высшее военно-политическое общевойсковое училище. В 1982 году окончил Военно-политическую академию им. В. И. Ленина, специальность по образованию: офицер с высшим военным образованием, преподаватель общественных наук. Кандидат исторических наук, профессор.
С 2006 по 2007 год — председатель Правительства Пензенской области. С января 2007 года — вице-губернатор Пензенской области.

### Депутат госдумы
2 декабря 2007 года избран депутатом Государственной Думы РФ пятого созыва в составе федерального списка кандидатов, выдвинутого Всероссийской политической партией «Единая Россия», первый заместитель председателя Комитета по вопросам местного самоуправления.

## Награды
- Почётная грамота правительства Российской Федерации (23 марта 2010 года) — за заслуги в законотворческой деятельности Государственной Думы Федерального Собрания Российской Федерации[2].